# Lamberto Dini
Lamberto Dini (Firenze, 1º marzo 1931) è un politico, economista e banchiere italiano, presidente del Consiglio dei ministri dal 17 gennaio 1995 al 18 maggio 1996 e ministro degli affari esteri dal 18 maggio 1996 al 6 giugno 2001.
È stato direttore generale della Banca d'Italia, ministro del tesoro nel primo governo Berlusconi. Alle politiche del 1996, dopo il suo governo tecnico, ha presentato una sua forza politica, Rinnovamento Italiano, che confluì nel 2002 nella Margherita, nelle cui liste è stato eletto in parlamento nel 2001 e nel 2006. Alle politiche del 2008 si è presentato invece nella coalizione di centro-destra col Popolo della Libertà.

## Biografia

### Studi e carriera nel mondo economico e bancario
Compie gli studi superiori presso l'Istituto tecnico industriale Leonardo da Vinci di Firenze e si laurea nel 1954 in Economia e commercio con 110 e lode all'Università degli Studi di Firenze con una tesi in Scienza delle finanze discussa con Cesare Cosciani, del quale diventa successivamente assistente. Nel 1956 è assunto all'Ufficio studi della Banca Nazionale del Lavoro e si trasferisce a Roma. È anche consulente dell'Assonime. Dopo essersi perfezionato all'Università del Minnesota e del Michigan, nel 1959 entra nel Fondo Monetario Internazionale a Washington presso quale intraprende una fortunata carriera, fino a diventare direttore esecutivo per l'Italia, Grecia, Portogallo e Malta dal 6 luglio 1976 al 15 settembre 1979.

### Direttore generale della Banca d'Italia
Il 15 settembre 1979, è nominato direttore generale della Banca d'Italia al posto di Carlo Azeglio Ciampi nominato governatore.
In quanto direttore generale, Dini è collocato al secondo posto nella gerarchia del direttorio della Banca d'Italia. Tuttavia la circostanza di rappresentare una nomina proveniente dall'esterno ha fatto sì che nel corso del quindicennio trascorso a via Nazionale Dini abbia un ruolo defilato, occupandosi soprattutto del personale, dell'organizzazione interna e dei rapporti inernazionali.
Nell'aprile 1993, quando il governatore Ciampi è nominato Presidente del Consiglio dei ministri, il nome di Dini figura tra i suoi probabili successori. Ma il neo-presidente del consiglio propone a Dini la nomina a ministro del commercio estero, che tuttavia questi rifiuta. Il candidato di Ciampi per la carica di governatore, infatti, è il vice direttore generale Tommaso Padoa-Schioppa. Anche a seguito di pressioni della Democrazia Cristiana, e con l'adesione del Presidente della Repubblica Oscar Luigi Scalfaro, è infine nominato governatore il secondo vice direttore Antonio Fazio, appartenente all'ala cattolica.
Dal settembre 1993 al giugno 1994 Dini è uno dei vicepresidenti della Banca dei Regolamenti Internazionali (BRI).

### Ministro del tesoro
Dopo la vittoria elettorale del Polo Silvio Berlusconi alle elezioni politiche del 1994, e il successivo incarico di formare un esecutivo presieduto da Berlusconi stesso, quest'ultimo su indicazione del ragioniere generale dello Stato Andrea Monorchio, offre a Dini l'incarico di ministro del tesoro. Dini, che aspirava visibilmente a entrare nel governo, accetta, e si dimette dalla Banca d'Italia. Il giorno successivo, giura nelle mani del Presidente della Repubblica Oscar Luigi Scalfaro come ministro del tesoro nel primo governo Berlusconi.

### Presidente del Consiglio dei ministri

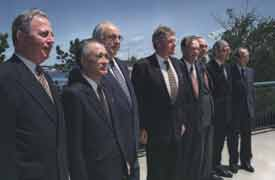
Lamberto Dini (ultimo a destra) al G7 del 1995 ad Halifax, con i Leader: Jacques Santer, Tomiichi Murayama, Helmut Kohl, Bill Clinton, Jean Chrétien, Jacques Chirac e John Major

Dopo le dimissioni di Berlusconi, a seguito della sfiducia , il 17 gennaio 1995 Dini, incaricato dal presidente Scalfaro di formare un nuovo governo, costituisce un esecutivo composto esclusivamente da ministri e sottosegretari tecnici e non parlamentari (lo stesso Dini non ha mandati elettivi). È sostenuto da PDS, Lega Nord e Partito popolare. Dini mantiene anche ad interim la carica di ministro del tesoro.
La finalità del governo è soprattutto quella di traghettare il Paese fino alle elezioni politiche anticipate, che infatti si terranno nell'aprile 1996. Dall'ottobre 1995 al febbraio 1996 tiene anche l'interim del delicato dicastero della giustizia.
Il governo resterà in carica fino al 17 maggio 1996 godendo di maggioranze variabili, ma con un graduale attestarsi su una maggioranza di centro-sinistra estesa alla Lega e ad alcuni esponenti del centro moderato.
Con la ricerca del consenso fra i partiti del centro-sinistra e i sindacati, il governo Dini riuscirà nel difficile compito di emanare una riforma delle pensioni. La riforma Dini ha trasformato il sistema pensionistico italiano da un sistema di tipo retributivo a un sistema che applica uno schema pensionistico con la formula della rendita predefinita sulla contribuzione e sulla crescita ma senza patrimonio di previdenza, con il metodo di calcolo contributivo a capitalizzazione simulata sulla crescita, avviando la transizione dal modello previdenziale corporativo fascista al modello previdenziale universale.

### Lista Dini e Ministro degli esteri

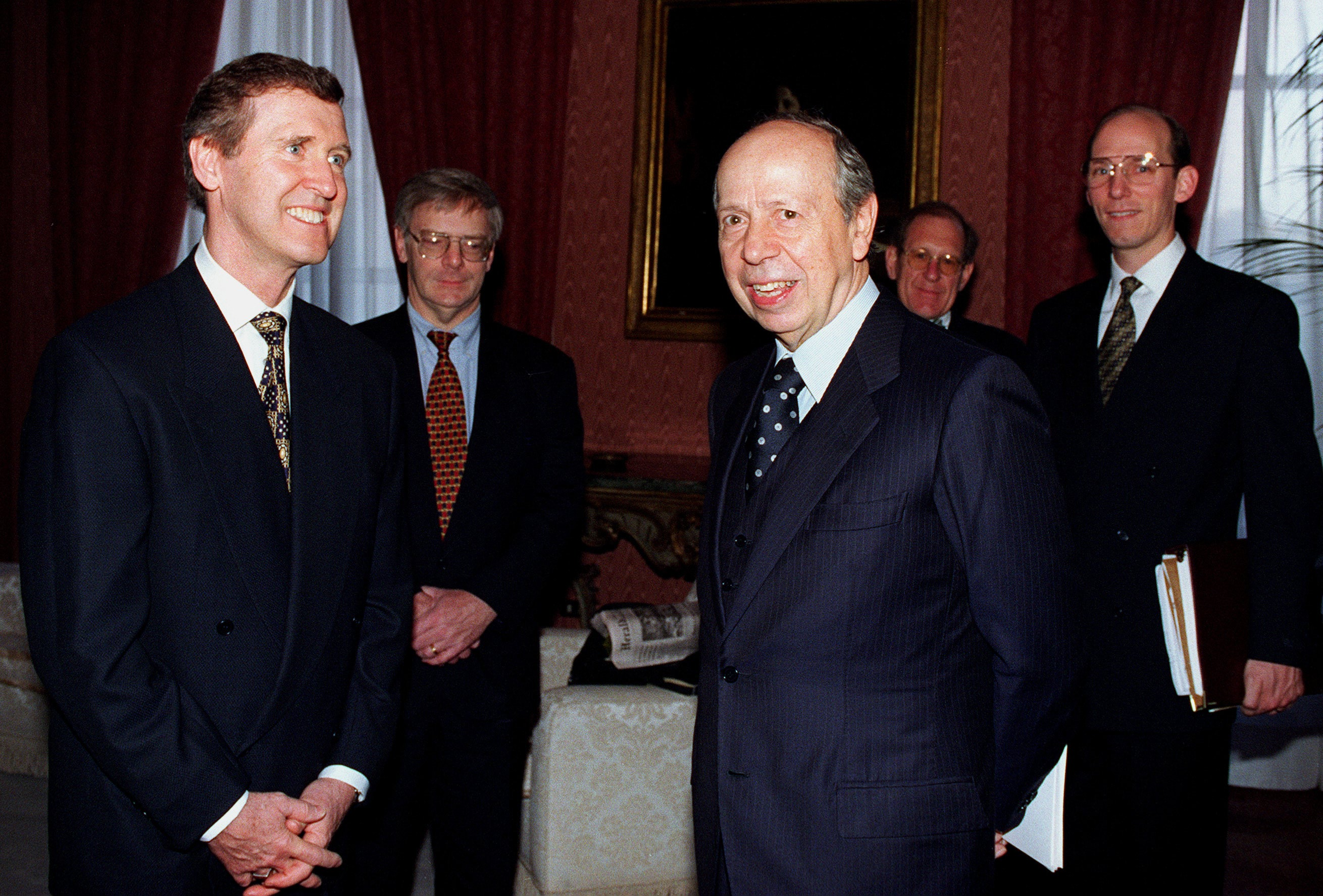
Incontro tra il segretario della difesa statunitense William Cohen e Dini, ministro degli affari esteri, nel 1997

Intanto fonda un suo movimento politico: Rinnovamento Italiano. Nell'aprile 1996 si tengono le elezioni politiche, e Dini, aderendo alla coalizione di centrosinistra dell'Ulivo di Romano Prodi, si presenta con una lista personale: la "Lista Dini" (formata dal suo Rinnovamento Italiano, dai Socialisti Italiani di Enrico Boselli e dal Patto Segni di Mariotto Segni), che al proporzionale supera lo sbarramento e raggiunge il risultato del 4,3% (più di 1.600.000 voti), eleggendo 8 deputati, da aggiungersi agli eletti nei collegi uninominali. In Parlamento costituiscono il gruppo chiamato Rinnovamento Italiano, con 26 deputati (tra cui Dini) e 11 senatori.

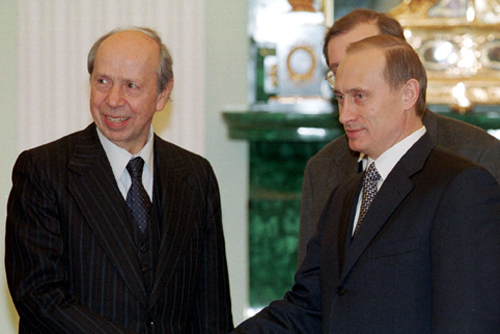
Lamberto Dini insieme a Vladimir Putin nel 2000

Il 17 maggio 1996 Dini è nominato Ministro degli affari esteri, incarico che manterrà nei quattro governi dell'Ulivo che si succederanno nel corso della XIII Legislatura: Prodi, D'Alema I e II e Amato II. Si dimetterà il 6 giugno 2001, dunque sei giorni prima del passaggio delle consegne tra il secondo governo Amato e il secondo governo Berlusconi l'11 giugno 2001.

### Senatore della Repubblica

#### La Margherita
Rinnovamento Italiano confluisce nel progetto de La Margherita. Alle elezioni del maggio 2001, L'Ulivo guidato da Francesco Rutelli è sconfitto da Silvio Berlusconi. Dini è eletto al Senato. Dal febbraio 2002 a luglio 2003 è delegato alla Convenzione di preparazione della bozza della Costituzione Europea. Fino alla fine della legislatura è vicepresidente del Senato.
Nel 2003 è stato diffamato da Igor Marini, che lo accusa di aver intascato tangenti nell'affare Telekom Serbia.
Alle elezioni politiche del 2006 è stato rieletto senatore della Margherita. Nel maggio 2006, il suo nome è inserito in una rosa di candidati proposti dalla Casa delle Libertà (centro-destra) per la presidenza della Repubblica.
Il 6 giugno 2006 viene eletto Presidente della 3ª Commissione Affari Esteri del Senato della Repubblica.
Il 23 maggio 2007 viene inserito tra i 45 membri del Comitato nazionale per il Partito Democratico ma, nella fase costituente del nuovo partito, il 18 settembre, Dini annuncia il suo distacco dal progetto del PD e la costituzione di un soggetto liberaldemocratico che dia spazio a queste ultime istanze.

#### Liberaldemocratici
Il 1º ottobre 2007 presenta ufficialmente il simbolo del suo nuovo soggetto politico, Liberal Democratici, fondato con Natale D'Amico, Daniela Melchiorre, Giuseppe Scalera ed Italo Tanoni.
In occasione del voto sulla legge finanziaria del 2008 Dini, pur votando la manovra di bilancio, annuncia il suo distacco dalla maggioranza di centro-sinistra, auspicando il superamento del governo Prodi II.
Il 24 gennaio 2008, in occasione di un importante passaggio parlamentare di fiducia al Governo Prodi, il senatore Dini, eletto nelle file del centro-sinistra, insieme ai Popolari UDEUR di Clemente Mastella, annuncia di votare contro, contribuendo in maniera determinante alla caduta del governo.

#### Il Popolo della Libertà

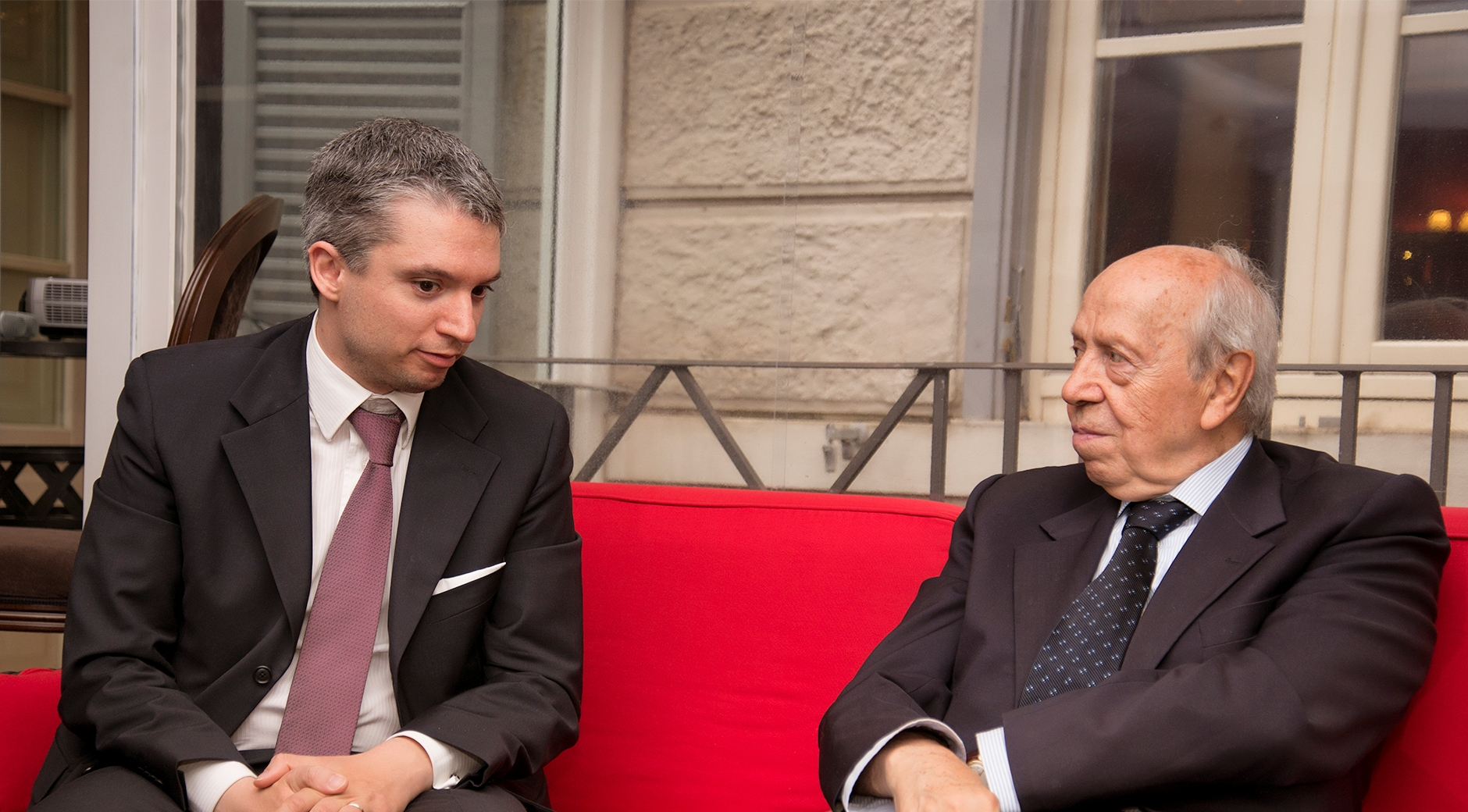
Lamberto Dini insieme a Pierluigi Testa nel 2012

L'8 febbraio 2008 annuncia l'adesione dei Liberal Democratici al nuovo partito di Silvio Berlusconi: Il Popolo della Libertà, cambiando ancora una volta coalizione (dal centro-sinistra al centro-destra).
Il 10 marzo 2008 viene ufficializzata la sua candidatura al Senato della Repubblica e al seguito dei risultati delle elezioni politiche del 13 e 14 aprile 2008 è eletto nuovamente senatore, ma nelle file del PdL per la circoscrizione Lazio. Matteo Renzi, Presidente della Provincia di Firenze dell'epoca, lo aveva in precedenza invitato a non ripresentare la sua candidatura in Toscana, dove era già stato eletto parlamentare per tre legislature con i voti del centrosinistra.
Il 30 maggio Dini lascia i Liberal Democratici (che rescindono il patto federativo con il PdL) per aderire direttamente al Popolo della Libertà.
Presidente della Commissione Affari Esteri del Senato della Repubblica, resta a palazzo Madama fino al marzo 2013.

## Opere
- Effetti economici dell'imposizione sulle società, rassegna bibliografica a cura di, Roma, Tip. Failli, 1957.
- Strategia e organizzazione nelle aziende di credito: una metodologia per l'autodiagnosi. Presentazione del volume, Milano, Associazione per lo sviluppo degli studi di banca e borsa, 1983.
- Presentazione del rapporto Economia e finanza delle imprese italiane nel decennio 1982-1991, Roma, Banca d'Italia, 1993.
- Scritti e conferenze di Lamberto Dini, 7 voll., Roma, Banca d'Italia, 1994.
- Interventi, dichiarazioni, interviste del presidente del Consiglio dei ministri, Roma, Presidenza del Consiglio dei ministri, Dipartimento per l'informazione e l'editoria, 1995.
- Fra Casa bianca e Botteghe oscure. Fatti e retroscena di una stagione alla Farnesina, Milano, Guerini, 2001. ISBN 88-8335-185-1.
- Il Senato alla Convenzione. luglio 2003, con Filadelfio Basile, Roma, Senato della Repubblica, 2003.
- Oltre la partitocrazia. Liberare la crescita, con Luigi Tivelli, Soveria Mannelli, Rubbettino, 2008. ISBN 978-88-498-2064-5.